# دون ليفين (مصارع محترف)
دون ليفين (بالإنجليزية: Donn Lewin)‏ هو مصارع محترف أمريكي، ولد في 1 أبريل 1926 في بوفالو في الولايات المتحدة، وتوفي في 18 ديسمبر 2010 في هاواي في الولايات المتحدة.

## روابط خارجية
- دون ليفين على موقع CageMatch worker (الإنجليزية)